# Изернхаген
Изернхаген (нем. Isernhagen) — община в Германии, в земле Нижняя Саксония.
Входит в состав района Ганновер. Население составляет 22 927 человек (на 31 декабря 2010 года). Занимает площадь 59,76 км².
Коммуна подразделяется на 7 сельских округов.

## Население
| Год  | Население |
| ---- | --------- |
| 1990 | 21 245    |
| 1995 | 22 149    |
| 2000 | 22 188    |
| 2005 | 22 670    |
| 2010 | 22 882    |

## Фотографии

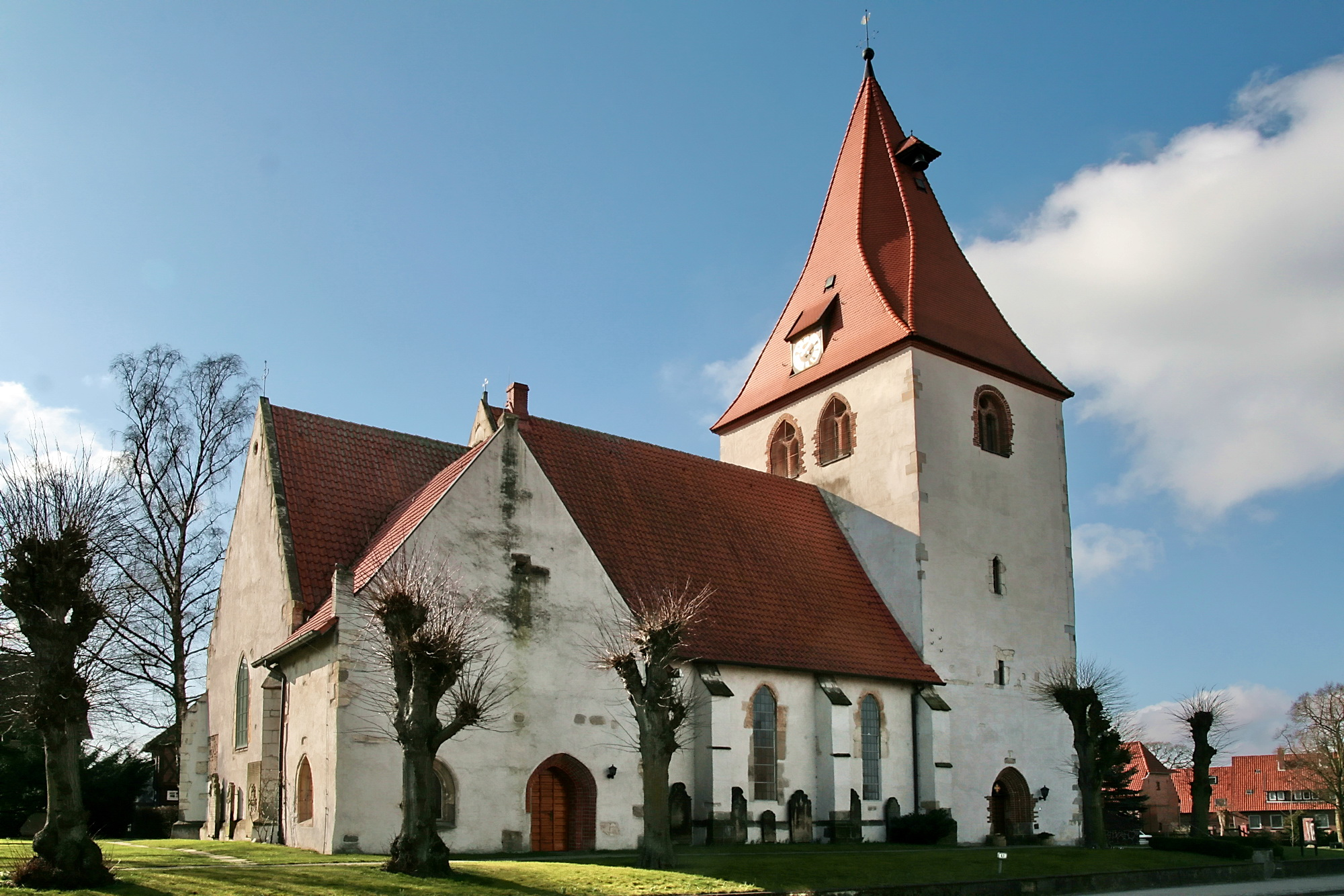
Церковь Святой Марии
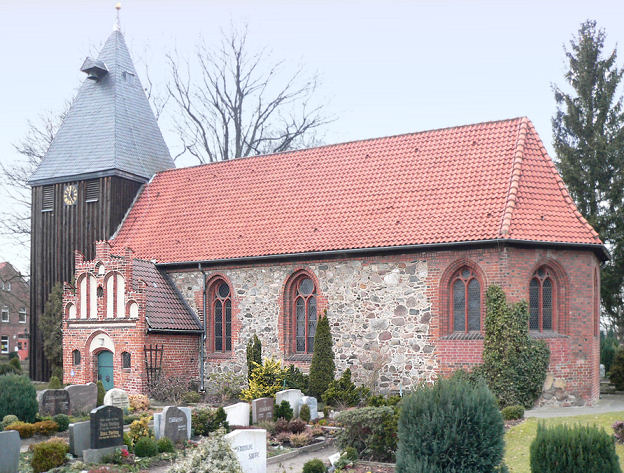
Церковь Святого Николая
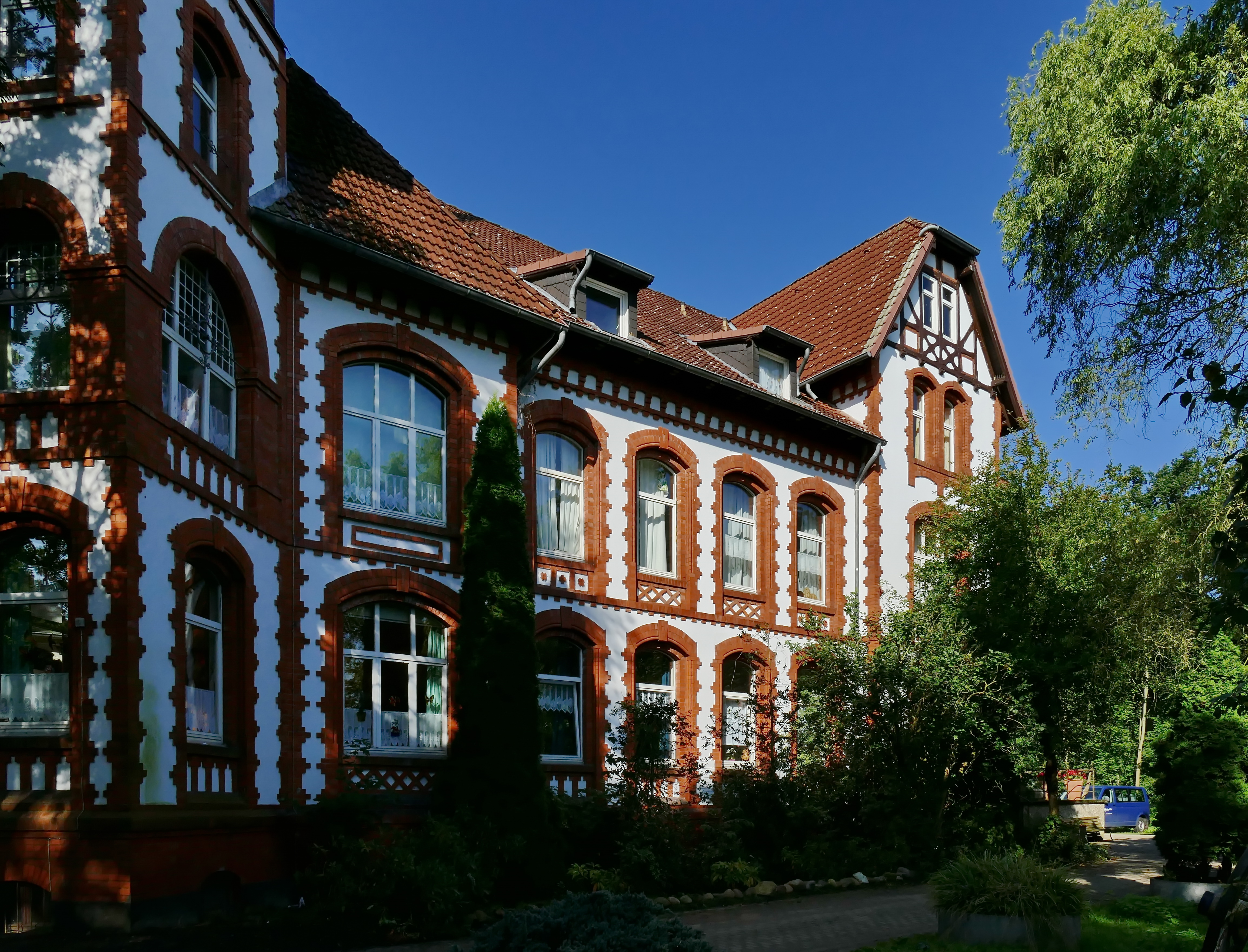
Изернхаген